# ببر وانسین
ببر وانسین (نام علمی: Panthera tigris acutidens) زیرگونه منقرض‌شدۀ ببر است که در سال ۱۹۲۸ بر اساس فسیل‌های حفاری‌شده در نزدیکی Wanhsien در استان سیچوان در جنوب چین کشف شد. اتو زدانسکی آن را Felis acutidens نامید. پس از بررسی دوبارۀ فسیل‌ها در سال ۱۹۴۷، درک آلبرت هویجر و والتر دبلیو گرنجر آن‌ها را به Panthera tigris acutidens نسبت دادند.

## ویژگی‌ها
فسیل P. t. acutidens از Wanhsien در مجموعه موزه تاریخ طبیعی آمریکا شامل دو جمجمه، یک استخوان بازو، دو متاکارپ، یک استخوان درشت‌نی، یک گون، دو استخوان پاشنه و پنج متاتارس و چندین بخش از فک است. درشت نی ۲۹٫۷ سانتی‌متر (۱۱٫۷ اینچ) طول و ۸٫۱ سانتی‌متر (۳٫۲ اینچ) قطر دارد. استخوان بازو ۳۰٫۶ سانتی‌متر (۱۲٫۰ اینچ) طول و از نظر عرض، طول و قطر بزرگ‌تر از ببر سیبری است. وزن نرها بین ۳۰۰ تا ۴۰۰ کیلوگرم و ماده‌ها بین ۲۳۰ تا ۲۸۰ کیلوگرم بود. طول بدن آنها متوسط ۲۵۰ سانتی‌متر و ارتفاع ماده‌ها متوسط ۱۰۰ سانتی‌متر و نرها ۱۲۰ سانتی‌متر بود. وی دومین زیرگونه بزرگ ببر پس از ببر نگاندونگ در طول تاریخ بود.